# Le cose che non dico
Le cose che non dico è un singolo della cantautrice italiana Giordana Angi, pubblicato il 22 aprile 2022 come secondo estratto dal terzo album in studio Questa fragile bellezza.

## Descrizione
Il brano è stato pubblicato come singolo digitale il 22 aprile 2022 ed è entrato in rotazione radiofonica in Italia a partire dal successivo 29 aprile. Scritto dalla stessa Giordana Angi e Antonio Iammarino, il brano è stato descritto dalla cantante il giorno della sua pubblicazione:
(Giordana Angi)

## Accoglienza
All Music Italia conferma le scelte musicali della cantautrice, differenti dai precedenti progetti, scrivendo che vi è un «cambio di sonorità all’insegna della sperimentazione», trovandolo «ballabile e up tempo».

## Video musicale
Il video, diretto da Emanuel Lo, è stato pubblicato il 26 aprile 2022 sul canale YouTube dell'artista. Nel video vi è un cameo di Federica Sileoni, campionessa di equitazione che ha partecipato ai Giochi paralimpici di Tokyo 2020, e Alessio La Padula, ballerino partecipante del talent show Amici di Maria De Filippi.

## Tracce
Testi e musiche di Giordana Angi e Antonio Iammarino.
1. Le cose che non dico – 2:44